# R-Type II
R-Type II è un videogioco arcade sparatutto a scorrimento orizzontale, sviluppato dalla Irem e pubblicato nel 1988, ed è il primo sequel di R-Type. Il videogioco è stato reso disponibile anche per Amiga, Atari ST e Game Boy, e in accoppiata al suo predecessore per PlayStation e PlayStation Network con il titolo R-Types. Nel 1991 è uscito poi in esclusiva per console Super Nintendo Entertainment System il porting di R-Type II, intitolato Super R-Type, caratterizzato da modifiche di gameplay e parti grafiche. Il titolo R-Type II venne utilizzato anche per un'edizione su PC Engine, ma non si tratta del seguito, bensì della seconda metà dei livelli del primo R-Type, che per questa console fu diviso in due titoli autonomi. Nel 2014 sono uscite versioni per Android, iOS e Ouya.

## Trama
Il malvagio impero Bydo è ritornato, questa volta con un sovrano più feroce, chiamato Womb, che dopo essersi impadronito di alcuni pianeti extrasolari è intenzionato a conquistare la Via Lattea e altre galassie con i mezzi a sua disposizione. Ma anche l'astronave che gli si contrapporrà non è da meno: la navicella da battaglia R-9 è stata aggiornata (si chiama ora R-9C War-Head), superpotenziata con armi, tra cui nuovi Force di sostegno e soprattutto un nuovo laser a carica Beam devastante.
Degno di nota il terzo livello, Gigantic Warship, in cui i nemici comuni sono perlopiù enormi astronavi Bydo indistruttibili; il boss, Corvette, è invece un'astronave di dimensioni minori, invulnerabile ai colpi della R-9, ma che potrà essere eliminata se la navicella terrestre distrugge le tre capsule che si trovano all'interno di essa e che di tanto in tanto escono per attaccare.
La battaglia si snoda fino allo scontro con Womb, una mostruosità di aspetto indefinito. Al suo apparire si scopre che egli ha catturato quattro navicelle terrestri; queste, dopo la loro liberazione, andranno a supportare la R-9 nella lotta contro il boss. Womb è dotato di una placenta (il suo nome corrisponde alla parola inglese per "utero"), dove si trovano due cloni dell'imperatore suo predecessore - ovvero Bydo, il boss finale di R-Type - allo stadio embrionale: eliminando questi, la R-9 provocherà in pari tempo la fine di Womb. Ne seguono esplosioni a catena, che finiscono per distruggere la base dei Bydo, ma la R-9 riesce a mettersi in salvo (nel primo finale sarà l'unica fortunata, mentre nel secondo la si vedrà uscire insieme ad altre tre navicelle che ha liberato, e che la aiutano a distruggere la parete per aprirsi il varco per fuggire).

## Modalità di gioco
Il gioco è composto da sei livelli, che vanno completati tutti una seconda volta se si vuole vedere il vero finale. Anche qui, come nel titolo precedente, non ci sono punti ferita, per cui una vita andrà persa in caso di collisione coi nemici, coi loro proiettili e con le pareti.
Dal primo R-Type rimangono il potenziamento Force Pod agganciabile e il laser Beam Weapon che può caricare un colpo più forte tenendo premuto il pulsante per un po'; in R-Type II però il Beam può caricarsi ulteriormente a un secondo livello ancora più potente continuando a premere. Sono ottenibili inoltre tre nuovi tipi di arma: un laser a ricerca che può deviare di 45°, potenti proiettili esplosivi a corto raggio, e bombe di supporto (sostituibili ai missili) che cadono e devastano a tappeto il suolo.
Si usano un joystick (per gli spostamenti) e nella versione arcade quattro pulsanti. Le vite a disposizione sono tre, aumentabili al raggiungimento di determinati punteggi.

### Armamento
Oltre al Beam, di due livelli di potenza, e ai normali raggi laser, raccogliendo i Pod Force colorati si hanno diverse tipologie di sparo:
- Pod Blu: raggio laser azzurro che rimbalza sulle pareti e soffitti due volte prima di esaurirsi, molto utile  nei livelli con spazi angusti e stretti.
- Pod Verde: triplo raggio laser arancione a ricerca automatica, abbastanza potente.
- Pod Giallo: doppio fascio di energia a direzione alto e basso, dove impatta segue la direzione del piano falciando i nemici che incontra.
- Pod Bianco: proiettili maggiorati che esplodono nelle vicinanze creando danni anche con l'esplosione. I proiettili hanno poca gittata.
- Pod Rosso: il classico sparo di R-Type a raggi blu/rosso rotanti incrociati, è anche qui l'arma più potente. Se si dispone di un pod di sostegno anch'esso sparerà.
- Pod "M" Blu: se raccolto l'astronave R-9C sgancerà bombe a grappolo.
- Pod "M" Rosso: donerà una coppia di missili a ricerca automatica.
- Pod "S" : velocità astronave R-9C incrementata.
- Pod di sostegno : in singolo sopra e doppio sopra e sotto la R-9C, ha funzioni di protezione e di sparo aggiuntivo se si è equipaggiati con il pod rosso.

## Colonna sonora
Le musiche dell'arcade portano la firma di Masahiko Ishida.